# Ewen Solon
 (avril 2015).
Si vous disposez d'ouvrages ou d'articles de référence ou si vous connaissez des sites web de qualité traitant du thème abordé ici, merci de compléter l'article en donnant les références utiles à sa vérifiabilité et en les liant à la section « Notes et références ».
Ewen Solon, né le 7 septembre 1917 à Auckland en Nouvelle-Zélande, et mort le 7 juillet 1985 à Addlestone au Royaume-Uni, est un acteur qui a interprété le rôle de Vishinsky dans la série classique de Doctor Who, dans l'épisode Planet Of Evil et de Lucas dans la série de Maigret.

## Filmographie

### Au cinéma
- 1953 : Rob Roy, the Highland Rogue
- 1956 : Behind the Headlines (en)
- 1956 : Les Briseurs de barrages
- 1956 : 1984
- 1957 : The Yangtse Incident
- 1957 : Robbery Under Arms
- 1959 : Le Chien des Baskerville
- 1959 : The Stranglers of Bombay
- 1959 : Jack l'Éventreur
- 1960 : Tarzan le magnifique
- 1960 : The Sundowners
- 1961 : L'empreinte du Dragon Rouge
- 1961 : La Nuit du loup-garou
- 1966 : The Sandwich Man (film, 1966)
- 1977 : Le Message
- 1979 : Un cosmonaute chez le roi Arthur
- 1979 : Le Casse de Berkeley Square
- 1982 : Nutcracker (en)
- 1983 : La Dépravée

### À la télévision
- 1960 : The True Mistery of the Passion : Pilate (téléfilm)
- 1960-1963 : Maigret (série) : Lucas